# 窮得只剩下錢
《窮得只剩下錢》（ISBN 9789575565862），是台湾基督教牧師王陽明的著作。本書原為靈修類書籍。但因陳致中於2008年12月30日，帶此書予收容於新北市土城看守所的陳水扁而爆紅。使「窮得只剩下錢」一句，成為反諷只知累積財富的慣用語之一。

## 相關
相關人物
- 陳水扁

與「窮得只剩下錢」一句有相似意境的書籍　
- 1843年，查爾斯·狄更斯的小說《小氣財神》（A Christmas Carol），又名《聖誕禮讚》

## 外部連結
- 《窮得只剩下錢》- 基督日報
- 窮得只剩下錢 作者：心靈富有比錢重要[永久]
- 《窮得只剩下錢》作者王陽明　盼扁在錢之外得到平安喜樂